# Woty Werner
Anneliese „Woty“ Werner (* 27. November 1903 in Charlottenburg als Anne-Lise Klara Antoinette Rütgers; † 11. September 1971 in Nürnberg) war eine deutsche Malerin, Bildweberin und Entwerferin.

## Leben und Werk
Woty Werner wurde als Tochter eines Fabrikbesitzers in der elterlichen Villa im Westend geboren. Sie studierte in den Jahren 1919 bis 1926 Malerei in Berlin und München. Zwischen 1926 und 1930 unternahm sie Studienreisen in Deutschland und ins Ausland mit längeren Aufenthalten in Paris und München.
Woty lernte in Paris den deutschen Maler Theodor Werner kennen, den sie 1930 in Groß Sachsenheim heiratete. Beide lebten bis 1936 in Paris. 1936 zog sie nach Potsdam und besuchte dort die Fachschule für Weberei. Fortan arbeitete sie kaum noch als Malerin, sondern fand in der Bildweberei ihren künstlerischen Ausdruck. Woty Werner zeichnete ihre Bildteppiche und -webereien nicht vor, sondern entwarf direkt am Webstuhl. Ihre frühen Werke waren noch gegenständliche Bildmotive, später widmete sie sich ausschließlich der abstrakten Kunst.
Während des Krieges nahm sie mit ihrem Ehemann Theodor Werner an den heimlichen Kunstausstellungen in der Schöneberger Atelierwohnung der Hanna Bekker vom Rath teil.
Von 1945 bis 1959 hatte sie ihren Wohnsitz in Berlin, nach 1959 lebte sie in München. Die Künstlerin hatte zahlreiche Ausstellungen in Deutschland und im Ausland. Im Jahr 1952 erhielt sie den Kunstpreis Berlin für Bildende Kunst von der Jubiläumsstiftung 1848/1948. Im Jahr 1954 wurde sie mit dem Ehrendiplom der Triennale von Mailand ausgezeichnet. Im Jahr 1959 wurden ihre Arbeiten auf der documenta 2 in Kassel ausgestellt.
Einige ihrer textilen Arbeiten werden im Museum für Kunst und Gewerbe Hamburg aufbewahrt.

## Ausstellungen
- Woty Werner und Tom Beyer. Kunstschau Böttcherstrasse, Bremen 22.7–3.9.1961
- Wiki Women – Wissen gemeinsam ergänzen, Museum für Kunst und Gewerbe Hamburg, 27.05.–24.09.2023